# Non Serviam. Tom I
Non Serviam. Tom I – ósmy album studyjny polskiego rapera Piha. Wydawnictwo ukazało się 24 maja 2019 roku nakładem wytwórni muzycznej Pihszou Records w dystrybucji Step Hurt.

## Lista utworów
1. W Ciemność (prod. David Gutjar)
2. Łzy Mima (prod. Magiera)
3. Niepisane Prawa (prod. Donatan)
4. U Siebie Jestem (prod. soSpecial)
5. Czym Jest Szczęście... (prod. Bob Air)
6. MDMA (Zwierzęta Nocy) (ft. Jayden Felder prod. Teka)
7. Ta Gra (prod. RX)
8. Non Serviam (prod. Hice Beats)
9. Pih and Love (Zabij Albo Zgiń) (prod. Magiera)
10. Struktury Antykruche (ft. Peja; prod. Magiera)
11. Śladami Krwi (prod. Baltik Beatz)
12. Czerwone Światła Auta (ft. Siloe; prod. Baltik Beatz)
13. Urna Zimnych Prochów prod. Baltik Beatz)
14. Świat Nieskomplikowany (ft. Kuba Knap; prod. Johnny Beats)
15. Taaa Jest (prod. Matek; Bonus track)
16. Gatunek (ft. Diox; prod. RX; Bonus track)
17. 100 Mln Dróg (ft. Bosski Roman, KaeN; prod. Teka; Bonus track)
18. Przez Dziurę W Gazecie (prod. RX; Bonus track)

## Twórcy albumu
- Dariusz Jabłoński - oprawa graficzna
- Tomasz Puzzel Karczewski - miksowanie, mastering
- Gabriela  Brakoniecka -zdjęcia
- PIH - rap, teksty

## Listy sprzedaży
| Lista | Kraj   | Pozycja |
| ----- | ------ | ------- |
| OLiS  | Polska | 3       |